# كريس جورج
كريس جورج (بالإنجليزية: Chris George)‏ هو لاعب كرة قاعدة أمريكي، ولد في 24 سبتمبر 1966 في بيتسبرغ في الولايات المتحدة.

## وصلات خارجية
- كريس جورج على موقعبيزبول رفرنس.كوم (الدوري الرئيسي) (الإنجليزية)